# محب‌الدین طبری
محب‌ّالدّین طبری (۶۱۵ – ۶۹۴ هجری در مکه) از فقیهان شافعی بود. در زمان خویش، بزرگ محدثان و شافعیان در حجاز به‌شمار می‌رفت. نزد المظفر یوسف بن عمر بن رسول منزلت داشت و مسئول تدریس در مدرسهٔ والد المظفّر معروف به المنصوریه بود. تألیفات بسیاری دارد که برخی از آن‌ها عبارتند از:
1. القبس الأسنی فی کشف الغریب والمعنی
2. الکنی فی غریب القرآن
3. الأحکام الکبری، والوسطی، والصغری،
4. خلاصة سیر سید البشر یا خلاصة السیر فی أحوال سید البشر
5. السمط الثمین فی مناقب أمهات المؤمنین
6. ذخائر العقبی فی مناقب ذوی القربی
7. الریاض النضرة فی مناقب العشرة
8. غایة الإحکام فی أحادیث الأحکام
9. القری لقاصد أم القری